# Sudanonautes
Sudanonautes is een geslacht van kreeftachtigen uit de klasse van de Malacostraca (hogere kreeftachtigen).

## Soorten
- Sudanonautes africanus (A. Milne-Edwards, 1869)
- Sudanonautes aubryi (H. Milne Edwards, 1853)
- Sudanonautes chaperi (A. Milne-Edwards, 1887)
- Sudanonautes chavanesii (A. Milne-Edwards, 1886)
- Sudanonautes faradjensis (Rathbun, 1921)
- Sudanonautes floweri (de Man, 1901)
- Sudanonautes granulatus (Balss, 1929)
- Sudanonautes kagoroensis Cumberlidge, 1991
- Sudanonautes monodi (Balss, 1929)
- Sudanonautes nigeria Cumberlidge, 1999
- Sudanonautes orthostylis Bott, 1955
- Sudanonautes sangha Cumberlidge & Boyko, 2000